# Micro Machines
Els Micro Machines són uns cotxes de joguina famosos per la seva mida molt petita i la capacitat de ser articulats, transformats o contenir peces i accessoris malgrat aquestes dimensions reduïdes. Creats als anys 80, van esdevenir peces de col·leccionista i una de les joguines de més èxit de Hasbro. Els cotxes s'anunciaven amb espots emesos amb un locutor que parlava molt ràpid (John Moschitta Jr. en l'anglès original, un home amb un rècord mundial de velocitat d'elocució). Els cotxes es venien en lots amb una característica comuna, per exemple la possibilitat de canviar de color amb l'aigua, de reproduir vehicles d'un tema o època o de contenir un cotxe encara més petit a dins de cada peça.